# 柴田武雄
柴田 武雄（しばた たけお、1904年（明治37年）2月20日 - 1994年（平成6年）8月11日）は、日本の海軍軍人、宗教家。福島県相馬郡出身。海兵52期。最終階級は海軍大佐。

## 生涯
福島県相馬郡松ヶ枝原釜（現相馬市原釜）に生まれる。子供のころはひ弱で言語障害をもっていた。少年時代から作文と弁論は苦手であったという。小学校を6年と父の意思で高等科を2年経た後、相馬中学に100人中14番の成績で入学。柴田によれば中学時代は数学の神様と呼ばれ、中学1年の時に催眠術を覚え、中学4年の時に的中率100％の数理的占い法を発明したという。中学5年の1学期に予言的占師ドウシタイと1週間寝食を共にし奥義を伝授されたという。
1924年（大正13年）、海軍兵学校52期を252名中46位の成績で卒業。柴田によれば兵学校3年の時に催眠術をやめてから心的霊的エネルギーが閃きとなって現れ始めたという。 1927年（昭和2年）7月29日、空母「赤城」乗組、飛行士。同年12月1日、海軍中尉。

### 戦闘機搭乗員
1928年（昭和3年）3月12日、霞ヶ浦海軍航空隊操縦学生、第18期飛行学生となり、12月8日に飛行学生を卒業、戦闘機専修となり、大村海軍航空隊着任。1930年（昭和5年）1月15日、空母「加賀」乗組。12月1日、海軍大尉に昇進し、霞ヶ浦航空隊教官。柴田は操縦がうまい教官として評判であった。転出時に「編隊操縦教科書」を残していった。在任中、海兵同期の源田実による空中戦現地調査（上海事変1932年2月22日）説明報告を聞いて源田に感心する者を見て源田に魔力があると気づき注意するようになった。1932年（昭和7年）ごろ柴田は堀越二郎（技術者）に七試艦上戦闘機に関して「戦闘機は格闘戦を重視しなければならない、低翼単葉機は格闘戦に向かないから複葉機には及ばないので戦闘機としては疑問がある、戦闘機としては複葉機の高速化を進めるべき、90式艦戦と7試艦戦の速力差では将来性にも疑問がある」と意見するが、1935年（昭和10年）には自分の短見であったと不明をわびている。
1932年（昭和7年）11月1日、空母「鳳翔」乗組。1933年（昭和8年）夏、横須賀海軍航空隊研究会において柴田は「戦闘機の射撃は接近すれば命中率はいいが、敵攻撃機の旋回機銃と差がなくなる。少し離れた位置から確実に命中させる兵器開発・訓練が必要だ。」と意見を出した。しかし海軍航空本部技術部長・山本五十六は「帝国海軍の今日あるは、肉薄必中の伝統精神にある。今後1メートルたりとも射距離を延ばそうとすることは、絶対に許さん」と認めなかった。柴田は「上にわけのわからないのがいると必ず負ける、歴史を無視した精神偏重で、戦闘機や技術開発に努めるべきだったが山本には能力も英知にも欠けていた」と批判している。
11月1日、海軍練習航空隊高等科学生（第4高等科飛行学生）。受験には不合格となったが、高等科へは進学できた。柴田は酒巻宗孝中佐による計らいと考えている。1934年（昭和9年）7月、第4期高等科飛行学生を2番の成績で卒業。第1航空戦隊・戦闘機分隊長、11月1日、大村海軍航空隊着任。
1935年（昭和10年）10月、横須賀海軍航空隊（横空）戦闘機分隊長兼教官。軍令部部員・高橋千隼は「柴田君は激情家で口下手なため説得力に乏しく、会議でもその真意の伝わらないうらみがあり、海軍航空にとって惜しいことだった」と話している。
1936年（昭和11年）11月、海軍少佐。横空では、7.7ミリ固定機銃の各体勢での全弾無故障実験研究、改正空中戦闘教範草案（援護、旋回戦法）、「海軍演習審査基準」に対する改正意見具申、戦闘機航続延伸のための落下タンク（増槽）装備要望、艦隊決戦における戦闘機用法の研究などを上官の小林淑人に提出する。また高速垂下標的を発明した。
横空副長兼教頭・大西瀧治郎は宴会で黙り込んでいる柴田を他の者のようになぜ自分の意見を何も言わないと殴り、また軍を辞職するように迫ったこともあった。しかしその後二人で飲むことを誘われてもいる。
柴田は旋回戦法という不利な体勢から巻き返す格闘戦における技術を発明する。敵に追尾された状態で水平状態を保ち接近された時にロールし速度を落として後ろに回り込む戦法である。柴田によればクイックロールを主用することからロール戦法とも呼ばれるという。柴田は体質的にGに弱く、部下に空戦演習で勝つことができなかったため考案した。赤松貞明などに初めて試した際には勝てたが、判定基準が柴田の視点によるものであったため納得しないものもいた。その後、太平洋戦争直前まで、部下に対して旋回戦法を教育していた。開戦後は空戦の基本に戻り敵より高度を取って攻撃することを強調し竜巻落としと名付けていた。
当時流行した戦闘機無用論の援護戦闘機軽視に反対しており、横空に着任後、三和義勇に爆撃機を敵に届けるために援護機の防御的役割の必要性を説いたが、「日本海軍の伝統は攻撃精神、それでも君は日本人か」と言われる。大西瀧治郎にも「君は戦闘機無用論には反対のようだが僕に援護戦闘機はいらない」と言われる。その後、空母「加賀」戦闘機隊長に着任した柴田は戦闘機無用論者の「高速爆撃機に戦闘機の射撃は効果が薄い」という主張への反論として高速垂下標的を使い、1937年（昭和12年）5月の連合艦隊航空戦技において加賀が標的命中弾数が1位となり艦長・稲垣生起からも支持を得る。

### 支那事変
支那事変勃発で1937年（昭和12年）8月15日の杭州空襲出撃前夜に柴田は艦攻隊長・岩井庸男少佐に八九式艦上攻撃機だけでも戦闘機の援護をつけるべきと説得したが、分隊長・安仙三大尉の「万一の場合でも旋回銃で大丈夫、戦闘機は足手まとい」の一言で不採用になる。結局出撃で損害を受けて戦闘機無用論は立ち消える。12月、海軍航空廠飛行実験部陸上班長兼戦闘機主務。
1938年（昭和13年）4月13日、十二試艦戦計画説明審議会が開かれた。設計者・堀越二郎より格闘性能、速度、航続距離のうち優先すべきものを1つ上げてほしいと要望があった。源田実（横空飛行隊長）は支那事変の実戦体験から「どれも基準を満たしてもらわなければ困るがあえて挙げるなら格闘性能、そのための他の若干の犠牲は仕方ない」と答えた。しかし柴田も実地経験から「攻撃機隊掩護のため航続力と敵を逃がさない速力の2つを重視し格闘性能は搭乗員の腕で補う」とした。両者正論の平行線で堀越二郎は真剣な両者の期待に答えることにした。
戦後、柴田は大航続力を主張したのは当時強すぎた格闘性能を他へ振り分けるべきという考えで、旋回戦法による格闘戦を搭乗員に指導して格闘性能を補う構想であったと話している。この十二試戦が零式艦上戦闘機となる。秋、第一二航空隊飛行隊長。漢口基地一帯の防空任務を任される。10月3日全くの無警戒で虚を突かれて漢口基地を空襲された。5名死亡、12名重傷、その他多数の人的被害を出した。10月14日午後2時、上空警戒の3機が気づかないまま一方的な奇襲を受けて60機の機体を損失する支那事変始まって以来の大損害を出した。敵空襲で大きな被害を出し非難されたが、柴田は濡れ衣であると反論している。この被害で防空体制の弱さを見直し、柴田は参謀・井上梅二郎に離れた占領地区に対空監視哨を設け12空指揮所と通信できるようにする改善案を申請したが、実行はされなかった。
1939年（昭和14年）11月、呉鎮守府参謀。1941年（昭和16年）1月、第一航空隊飛行長。

### 太平洋戦争

#### 第三航空隊
1941年（昭和16年）9月1日、第三航空隊副長兼飛行長。10月、海軍中佐。
太平洋戦争開戦でフィリピン攻略戦に参加。10月初旬の鹿屋図上演習において第3航空隊は零戦によるマニラ周辺への直接攻撃を提案。支那事変で零戦による遠距離空襲の成功経験者の横山保大尉の「台湾から空襲は可能で着艦訓練をする余裕がないのでやめるように」という意見を取り上げ、計画していた小空母を使用した戦闘機隊の効率の悪さ、戦闘機と陸上攻撃機の協同の難から柴田が提案した。支那事変の時、零戦は430海里進攻の経験があり燃料消費量を調整すれば500海里も可能と主張する。しかし第十一航空艦隊参謀長・大西瀧治郎は「君の意見は飛行実験部的意見にすぎない」と一蹴し、司令部も実績がない、作戦を変更するには資料不足と却下した。そのため第三航空隊は航続力延伸の研究を開始する。プロペラのピッチを増し回転数を落とし燃料の混合比を薄くし節減を計り、500海里往復の空戦を研究訓練する。亀井凱夫司令が意見書として10月末に第十一航空艦隊に決心させ、比島航空撃滅戦や進攻作戦に貢献した。意見書は空戦、射撃訓練の時間さえ十分ではないので着艦訓練は不可能、空母使用はやめるべきという内容で提出され大西は作成者の柴田に直接読むように許し、「わかった。必ず山本（五十六）長官に納得させる。以後空戦、夜間編隊発進、遠距離侵攻に必要な訓練を行え」と内命した。柴田はこの時ほど人間大西の偉大さを感じたことはないという。
1942年（昭和17年）8月22日、呉鎮守府付被仰。徳島航空隊飛行長兼教官、姫路航空隊（仮称）・高知航空隊（仮称）設立準備委員。1943年（昭和18年）3月、大分航空隊飛行長。

#### 第二〇四航空隊
1943年（昭和18年）9月、ラバウルに展開する第204航空隊（204空）司令に着任しソロモン航空戦に参加。204空司令として「大切なのは死なないこと、搭乗員の補給もままならないので実戦になれてから戦果を挙げろ、功名に焦って落とす前に落とされるな」と訓示した。一方で柴田は特別攻撃隊（必死特攻とは別物）と名付けた部隊を編成し、未熟者に決死を強いる柴田考案の「緩降下衝突一秒前爆撃法」を採用した。これは練度の低い搭乗員に指導したもので、敵の射撃を回避せずに低速で降下して爆撃して命中率を上げる戦法である。訓練を必要としないが高リスクで多大な犠牲を生んだ。
12月15日、マーカス岬を攻撃した。帰還した大庭良雄（制空隊隊長）は戦果は小さいと報告、山中忠男（爆撃隊隊長）は大戦果と報告し、戦果がはっきりしなかった。柴田は現地から敵上陸用舟艇の破片らしきものを証拠として挙げ、戦果は物資満載の上陸用舟艇多数撃破、炎上と報告した。しかし実際の連合側の被害はほぼなく上陸に成功していた。
1944年（昭和19年）2月16日、トラック基地に敵機偵察があったが柴田らは気に止めず、映画鑑賞をしてその日は寝た。しかし翌2月17日朝、敵空襲によって目を覚まし柴田は急いで機体を上空へ発進させる。出撃した31機中、10機ほどが帰還し18名未帰還。敵は戦闘機隊であったため空中被害が大きく地上被害は小さかった。次の攻撃に備え6機しか用意できない状態になり、しかも搭乗員も小隊長以外初心者となった。続く敵来襲によって最後には1機になった。柴田によれば運に任せて空中退避を目的にしたという。この柴田の上空発進命令に飛行隊長・倉兼義男大尉はうろたえながら発進を指示した。指揮官として地上で零戦を失うくらいなら戦って失った方が得策でも、隊員はほぼ戦闘未経験者でベテランもマラリアにかかっており上がれば必ず落とされる状況だった。前田飛曹長は拳銃を向けて「こんな大群に2、3機上がって何になる。てめえらはそんなに下士官を殺したいのか。そんなに殺したきゃ死んでやるから見てろ」と言って戦闘機で敵機に体当たりして死亡した。
柴田によれば翌日自分も出撃する気で自身が考案した「超低空衝突一秒前奇襲爆撃法」を試すつもりでいたという。自己暗示で午前2時に起床を設定したが、爆撃で残余の6機全て失う。柴田によれば後に酒巻宗孝から負けたとはいえ204空は勇敢で感状を与えたいくらいと称賛されたという。しかしこの1日で270機の機体を喪失、補給された最新の零戦52型100機も戦わずに破壊された。主力の204空は再進出計画前に壊滅し解隊を余儀なくされた。
7月10日、解隊により呉鎮守府付になり内地帰還。8月1日、第332海軍航空隊司令兼副長。神風特攻隊の志願者を募っているが、山下政雄飛行長によって熱望者の名前を握りつぶされている。10月15日、海軍大佐。夜間戦闘機「月光」配備の第251海軍航空隊司令。

#### 第三一二航空隊
1945年（昭和20年）2月5日、横須賀に置かれた第三一二海軍航空隊（312空）司令となる。312空はロケット戦闘機「秋水」配備の特攻部隊として予定され秋水の実験部隊でもあった。柴田によれば小林淑人大佐の推薦であり自分の実績と真価が正当に評価された結果であるという。
秋水の速度が速すぎるため、機銃の照準が困難と分かり、柴田の了承のもとで、飛行長・山下政雄の提案で編隊中で爆弾自爆する特攻戦法を採用された。多数の士官らの会議において秋水の機首に3号爆弾2発搭載でまとまっていたが、数日後の会議で山下から「秋水の機首に600キロ爆弾を搭載して敵編隊の中でボタンを押して自爆する戦法をとる」と自爆特攻の決定が申し渡されている。しかし、柴田は特攻について、部下から考えを聞かれた際に否定した、部下から自分の下でなら特攻へ行けると聞いて士は知る人のために死すと思ったなどと話し、特攻を計画していたことについて戦後語ることはなかった。
当時の柴田は「お光教」という新興宗教に傾倒していた。柴田は312空で犬塚豊彦と意気投合し「お光教」を紹介され犬塚以上に熱心になる。柴田が横須賀の庁舎にいなければ省部（海軍省・軍令部）か「お光教」の本部がある蒲田にいるとされ、頻繁に蒲田詣でが行われた。入信の強要はしなかったが部下を連れて行き、龍名を付けてもらい、部隊内でも使われた。お告げで部下の転勤辞令を出すこともあった。部隊運営に大きく影響していたため、312空を「神様部隊」と揶揄する声もあった。
4月ごろ視察に来た海兵同期の高松宮宣仁親王に対し、「龍名授かるもの88名のところ今40数名、柴田は正龍、柴田の大祖先（前世）は楠木正成」などと話し、高松宮は「ちっとも知らぬ人の名前を告げる由」と日記に書いている。また柴田は神様のところへ行ったらお告げがあり、高松宮がシュショウになって近く時局収拾に当る忠臣が今集まりつつある、高松宮の大祖先は神武天皇と話した。
4月11日、空技廠会議で柴田は「神のお告げにより秋水の初飛行を4月22日横須賀地区で行う」と発言し担当技術者を茫然させる。その後も「お光教」のお告げとして、秋水試験飛行を厚木基地から追浜基地に変更とした際は、三菱の技師らから狭いので危険と指摘があったが、狭いのなら機体を軽くせよと命じ、神のお告げで1.5トンの機体を500キロにさせた。また、突然燃料を少量にし、エンジンの持続時間を2分でいいと決め、エンジン完成を待ち7分持続できるまで待つべきとする技師らの意見は黙殺された。
7月7日、犬塚豊彦をテストパイロットとして秋水の飛行実験が行われたが、燃料のトラブルで帰還し、飛行場の監視塔に右翼端を引っ掛けて墜落した。犬塚は即死ではなかったが、柴田に謝りながら死んでいった。柴田は部下に神託をもらいに行くように命じ、犬塚の遺体に向かって気功のように手をかざしていた。検討会議で三菱の技師が軍令部に追及されるが柴田は彼らに責任はないとかばった。一方で今回の事故を犬塚が海への不時着守らなかったためと結論し「豊岡技師の責任となったが次は燃料満載にして空戦してみないと分からない、今回は偶然の不幸と思ってくれ」と缶詰を技師らに渡した。戦後柴田は犬塚と相談し空襲等危険を避けるため厚木基地をやめ、エンジン不調のため短い滑走路としたと話しお光教のことを話すことはなかった。隊員らは司令の新興宗教による決定だったと証言している。
8月15日、終戦を受けて、訓示をした後、「これでよかったと思う」と言った。千木良は特攻を開始する前でという意味であろうという。

### 戦後
戦後、警察予備隊に誘われたが日本にもう軍隊はないという理由で辞退する。実家の自動車修理工場の経理をして暮らした。
また戦後は海兵同期の源田実に対し感情的な批判を行っていたが、批判が度を過ぎていたため柴田は水交会海兵第52期幹事会から呼び出され注意を受け、以降おとなしくなった。
1963年（昭和38年）9月25日、就寝前の観行で下腹部に全宇宙エネルギー集中するような充実感を覚え、翌朝目が覚めると○の中に2つの○がある文字（人間革命の精神爆弾）に名前を付けよと閃きがありンナンと名づけ、ンナン学を立ち上げる。
ンナン学とは宇宙万有に本当と平等に遍満している本当の無限永遠生命の明確なる把握に基づくあらゆる分野、人間文化的営み万般の窮極を打って一丸とした学的体系であり本当の悟りを開く真法。ンナンとは神仏が本性を自由に発揮し救世の実を上げる主役として活躍する。宇宙現象の全てはンナンの振動によって誕生している。他のあらゆる思想家、宗教は欺瞞であり社会を悪くしているという。人間観念の問題としてンナンを観し念じることが最も基本であり妥当で安全であるという。
柴田は宇宙劇のシナリオとは言え悪魔や混乱はンナンに全責任があることから世界に心から謝罪している。柴田は世界真理会議の招集を提唱している。柴田宏丸名義でンナン学をまとめた『人間の正体』を書いている。
1994年（平成6年）8月11日、死去。